# Singapore Challenger 1995
Il Singapore Challenger 1995 è stato un torneo di tennis facente parte della categoria ATP Challenger Series nell'ambito dell'ATP Challenger Series 1995. Il torneo si è giocato a Singapore in Singapore dal 18 al 24 settembre 1995 su campi in cemento.

## Vincitori

### Singolare
Andrej Čerkasov ha battuto in finale  Yasufumi Yamamoto con il punteggio di 6–1, 6–3

### Doppio
Chris Wilkinson /  Martin Zumpft hanno battuto in finale  Nicola Bruno /  Mosè Navarra con il punteggio di 4–6, 6–1, 6–4